# オットー・ワンツ
オットー・ワンツ（Otto Wanz、1943年6月13日 - 2017年9月14日）は、オーストリア・グラーツ出身のプロレスラー、プロモーター。
ヨーロッパを代表するプロレス団体キャッチ・レスリング・アソシエーション（CWA）の総帥として知られた。AWA世界ヘビー級王座奪取（第28代王者）やIWGPリーグ戦への連続出場など、アメリカや日本でも実績を残している。

## 来歴
アマチュア・ボクシングで活動後、ドイツ（当時西ドイツ）のプロモーターだったグスタル・カイザーにスカウトされて1969年にプロレスラーに転身。丸々とした体型のコミカルかつパワフルなベビーフェイスとして、地元のオーストリアやドイツを主戦場に、主に子供ファンからの人気を集めた。
1973年1月にはグラン・ラパン（Grand Lapin）のリングネームで国際プロレスに初来日。エースのストロング小林をはじめグレート草津やマイティ井上らとシングルマッチで対戦し、同じく欧州から参戦したイワン・ストロゴフともタッグを組んだ。
1973年8月2日、南アフリカのケープタウンにてジャン・ウィルキンスを破り、初代のCWA世界ヘビー級王者となる。以降、ドイツおよびオーストリアを拠点とするCWAのエース兼プロモーターとして活躍、1976年にはアントン・ヘーシンクと防衛戦を行い、1978年11月24日にはローラン・ボックが主催した欧州世界選手権シリーズにおいてアントニオ猪木の挑戦も受けた（新日本プロレスには1976年1月にブルドッグ・オットー名義で初参戦。猪木や小林、坂口征二ともシングルマッチで対戦した）。この間、1977年9月1日にヨハネスブルグでドン・レオ・ジョナサンに敗れベルトを失うが、翌1978年7月15日に地元のグラーツにて奪還に成功した。
1982年よりアメリカのAWAと提携し、ボビー・ダンカンやバロン・フォン・ラシクを招聘してCWA王座の挑戦者に迎える一方、自身もアメリカに遠征。同年8月29日、ミネソタ州セントポールでニック・ボックウィンクルからAWA世界ヘビー級王座を奪取、世界的な名声を獲得した（10月9日にイリノイ州シカゴでボックウィンクルに奪還されるまで、ケン・パテラ、ボックウィンクル、ジェリー・ブラックウェルを相手に7回の防衛に成功している）。
1983年5月には新日本プロレスのIWGP決勝リーグ戦に「欧州代表」として参戦。同年11月の第4回MSGタッグ・リーグ戦、翌1984年5月のIWGP王座決定リーグ戦にも出場した。戦績は芳しくなかったものの、新日本との提携強化や北米のレスラーとの人脈形成において、CWA代表としての外交手腕を発揮。アンドレ・ザ・ジャイアント、サージェント・スローター、ディック・マードック、ビッグ・ジョン・スタッド、ブラックジャック・マリガン、キングコング・バンディらのブッキングを実現させている。
CWA王者としても彼らを相手に防衛を重ね、1986年7月5日にはアンドレをボディスラムで投げることに成功した。1987年からはブル・パワーとの抗争をスタートさせ、欧州とアメリカを股にかけてCWA世界王座の争奪戦を繰り広げた。1990年6月30日、ホームタウンのグラーツでブル・パワーから王座を奪回すると、その場でタイトルを返上して引退を表明。同年12月22日のブレーメン・トーナメント最終日におけるテリー・ファンク戦を最後に現役を引退した。
以降、1990年代はフランス系カナダ人（ケベック人）のランボーにエースの座を譲り、自身はCWAのプロモート業に専念。当時の欧州マットはWWFの世界戦略の影響で壊滅状態にあったが、CWAはワンツが過去の渉外活動で構築してきたネットワークを活かし、ロード・ウォリアー・ホーク、ルドヴィッグ・ボルガ、パパ・シャンゴ、アルティメット・ウォリアーなどフリーランスの大物選手を招聘して独自の活動を続けた。新日本プロレスとの友好関係も維持し、蝶野正洋、船木優治、山本広吉、小島聡ら当時の歴代の若手選手が海外武者修行としてCWAに遠征。石澤常光は、ワンツのアイデアによりCWAマットで「ケンドー・カシン」に変身した。1990年代半ばからは新日本を媒介にWCWとも提携。アレックス・ライトらがCWA経由でWCWに登場した。
2000年にCWAが活動を停止してからはプロレス界から勇退。以降は俳優として映画やテレビなどのショービジネス界で活動していた。本国オーストリアでは根強い人気を誇り、CMなど広告媒体へも数多く出演した。
同郷のアーノルド・シュワルツェネッガーとは親交があり、2015年にWWE殿堂に迎えられたシュワルツェネッガーは式典のスピーチにおいて、フィットネスやボディビルのキャリアにワンツから影響を受けたことを語った。
2017年9月14日、出身地のグラーツにて死去。74歳没。

## 得意技
- スチーム・ローラー
- ヒップ・プレス
- ビッグ・オットー・スプラッシュ（コーナーへのボディ・スプラッシュ）

## 獲得タイトル
- キャッチ・レスリング・アソシエーション
  - CWA世界ヘビー級王座：4回[6]
- アメリカン・レスリング・アソシエーション
  - AWA世界ヘビー級王座：1回[8]